# SM Culture & Contents
SM Culture & Contents (tiếng Hàn Quốc: 에스엠컬처앤콘텐츠; viết tắt: SM C&C) là một công ty con của SM Entertainment hoạt động trong lĩnh vực giải trí, du lịch và sản xuất phim và chương trình truyền hình. Được thành lập vào năm 1987 với tên gọi Intercontinental Travel Co., Ltd. (tiếng Hàn Quốc: 인터컨티넨탈여행사), công ty sáp nhập với Volvik Inc. (tiếng Hàn Quốc: 볼빅사) và trở thành BT&I Co., Ltd. vào năm 2006. Tháng 5 năm 2012, công ty được SM Entertainment mua lại và sau đó đổi tên thành SM Culture & Contents Co., Ltd..

## Đầu tư
- Volvik Inc. (sáp nhập, 2006)
- Tour Express (mua lại, 2007)
- HotelTrees.com (đầu tư chứng khoán, 2009)
- AM Entertainment (sáp nhập, 2012)
- Hoon Media (mua lại và sáp nhập 2013)

## Danh sách nghệ sĩ

### Diễn viên
- Gong Da Im (2016–nay)
- Hwang Shin-hye
- Jang Dong-gun
- Jo Min-seong
- Jung Ha Ru (2016–nay)
- Kang Pil Suk (2016–nay)
- Kang Ye-won (2013–nay)
- Kim Ha-neul
- Kim Jae Bum (2016–nay)
- Kim Mi Jung
- Kim Shi-hoo
- Kim Su-ro (2013–nay)
- Kim Yeo Jin (2016–nay)
- Lee Chae-won
- Lee Hak Joo
- Lee Kyung Hwa
- Lim Byung Geun (2016–nay)
- Moon Ga-young
- Park Jin (2016–nay)
- Park Jung Bok (2016–nay)
- Song Jae-rim
- Sung Doo Sup (2016–nay)
- Yoon Na Moo (2016–nay)
- Yoon So-hee (2013–nay)
- Yoon So Ho (2016–nay)

### Nhân vật truyền hình
- Hong Rocky
- Han Suk-joon (2015–nay)
- Jang Dong-hyuk
- Jun Hyun-moo (2013–nay)
- Kang Ho-dong
- Kim Byung-man
- Kim Kyung-sik
- Kim Tae-hyun
- Lee Dong-woo
- Lee Soo-geun
- Oh Jung-yeon (2015–nay)
- Ryu Dam
- Shin Dong-yup
- Zhang Yuan (2015–nay)

## Danh sách phim

### Phim
- To the Beautiful You (2012)
- Prime Minister and I (2013)
- Miss Korea (2013–14)
- Mimi (2014)
- EXO Next Door (2015)
- D-Day (2015)
- The Merchant: Gaekju 2015 (2015–16)
- Neighbourhood Lawyer, Jo Deul-ho (2016)
- 38 Revenue Collection Unit (2016)
- Jealousy Incarnate (2016)
- Missing 9 (2017)

### Chương trình truyền hình
- Vitamin (2012–nay)
- The Human Condition (2012–nay)
- Cool Kidz on the Block (2013–nay)
- Nangam School (2013)
- Mamma Mia (2013)
- Superhit
- Dancing 9 (2013–nay)
- EXO's Showtime (2013–14)
- eNews
- XOXO EXO (2014)
- EXO 90:2014 (2014)
- Super Junior M-Guest House (2014–15)
- Same Bed, Different Dreams (2015–nay)
- The Mickey Mouse Club (2015)
- f(x)=1cm (2015)
- Knowing Brothers (JTBC)
- NCT Life (2016–nay)

### Kịch
- Singing In The Rain (2014)
- School Oz Hologram musical (2015)
- In The Heights (2015)